# Hôtel Salomon de Rothschild
L’hôtel Salomon de Rothschild est un hôtel particulier situé au 11, rue Berryer, dans le 8e arrondissement de Paris.

## Histoire
Le baron Salomon James de Rothschild (en) (1835-1864) était le troisième, et le moins connu, des quatre fils du fondateur de la branche de Paris de la famille Rothschild, le baron James de Rothschild. Il avait épousé en 1862 sa cousine Adelheid von Rothschild (1843-1922), dite la baronne Adèle, petite-fille du fondateur de la branche de Naples, Kalmann Mayer Rothschild.
En 1872, la baronne Adèle s'intéressa à l'ensemble des terrains et édifices de l'ancienne propriété du financier Nicolas Beaujon et du banquier Ignace-Joseph Vanlerberghe, surnommée la Folie Beaujon. Elle fit l'acquisition auprès d'Aymard Charles Théodore Gabriel de Nicolay, marquis de Bercy, du bâtiment principal, parfois appelé Chartreuse Beaujon, qu'elle fit raser en 1873 pour confier à l'architecte Léon Ohnet (1813-1874) la construction d'un hôtel moderne. La mort d'Ohnet étant survenue peu après, les travaux furent poursuivis et achevés en 1878 par son élève Justin Ponsard.

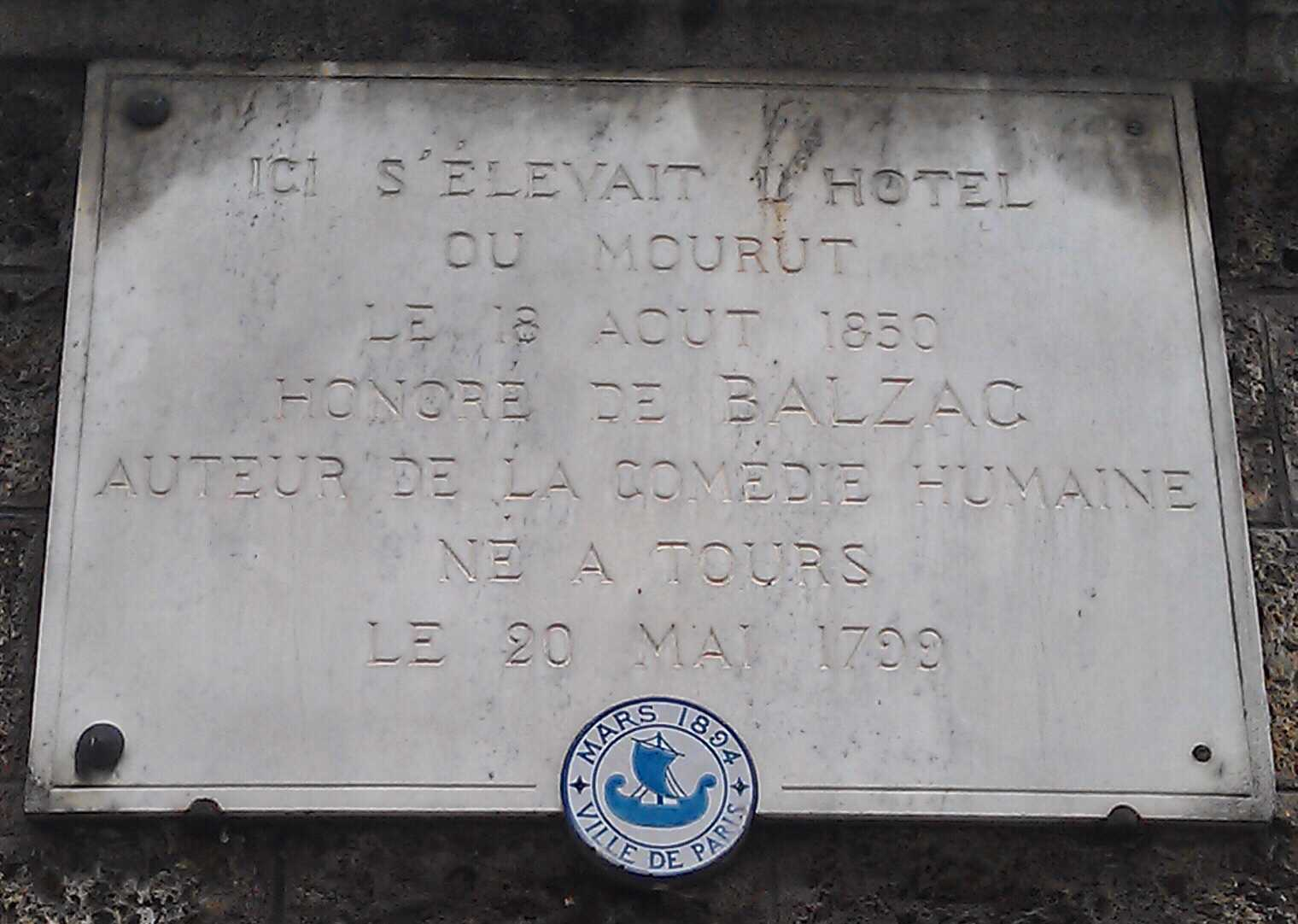
Plaque commémorative, rue Balzac, sur un mur extérieur de la propriété.

Le 19 janvier 1882, pour faire face aux dettes contractées par sa fille et son gendre, Mme Hańska, veuve d'Honoré de Balzac, vendit à la baronne Adèle la petite maison que l'écrivain avait acquise rue Balzac, ancienne dépendance de la Folie Beaujon, pour la somme de 500 000 francs avec une clause prévoyant que l'entrée en jouissance n'interviendrait qu'un mois après sa mort. Elle décéda peu après, le 11 avril suivant. La presse releva alors l'état de délabrement de l'immeuble que la baronne Adèle fit raser en 1890 pour agrandir son jardin.
La baronne de Rothschild fit également l'acquisition, en novembre 1882, pour la somme de 370 100 francs de l'ancienne chapelle Saint-Nicolas dépendant de la Folie Beaujon, qui avait été acquise par le gendre de Mme Hańska, le comte Georges Mniszech (1822-1881), et transformée par lui en un laboratoire où il se livrait à des expériences d'occultisme et de magie noire. On dit qu'épouvantée par ce qu'elle y trouva, elle en appela à l'exorciste de l'archidiocèse de Paris pour purifier le bâtiment. Devant les réticences du clergé catholique, elle le fit raser et fit construire à la place la rotonde qui se trouve aujourd'hui à l'angle de la rue Balzac et de la rue du Faubourg-Saint-Honoré. Des vestiges de l'ancienne chapelle furent inclus dans l'aménagement du parc.

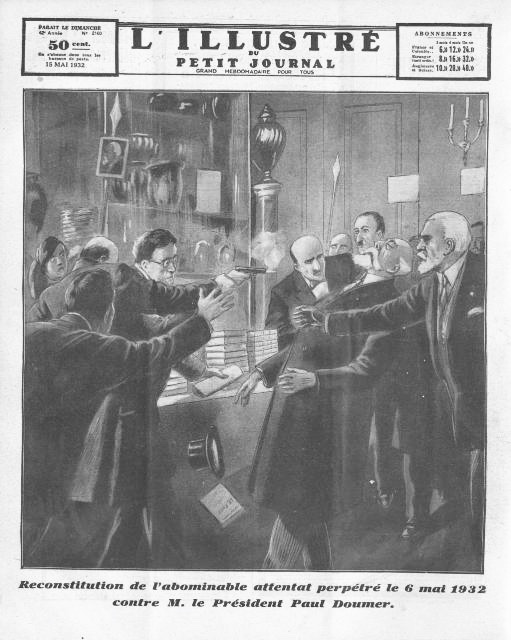
Le président Paul Doumer est assassiné le 6 mai 1932 à l’hôtel Salomon de Rothschild.

À sa mort, après qu'elle eut déshérité sa fille unique, la baronne Salomon de Rothschild légua son hôtel et ses collections à l'État, laissant au Musée du Louvre la faculté de choisir les pièces les plus remarquables de ses collections et en exprimant le vœu que l'hôtel devienne une « Maison d'art » accueillant expositions, réunions d'artistes, fêtes et ventes de charité au profit des artistes. C'est à l'occasion d'une de ces manifestations — un salon littéraire organisé par l'Association des écrivains combattants — que le président Paul Doumer fut assassiné par le Soviétique Paul Gorgulov le 6 mai 1932. Le président de la République Vincent Auriol et le président du Conseil Antoine Pinay y inaugurent une plaque commémorative en sa mémoire en 1952.
L'Hôtel abrita plusieurs services culturels : 
- la bibliothèque d'art et d'archéologie léguée à l'État par le couturier et collectionneur Jacques Doucet, en attendant son transfert dans le nouvel Institut d'art et d'archéologie de la rue Michelet
- Après guerre, le service de récupération artistique, chargé du rapatriement et de la restitution des oeuvres d'art spoliés pendant l'occupation, service dans lequel travaillait Rose Valland
- le cabinet des Estampes de la Bibliothèque nationale
- l'administration et les expositions du Centre national d'art contemporain avant la création du Centre Pompidou

La propriété de l'hôtel Salomon de Rothschild a été transférée des Domaines à la Fondation des Artistes, lors de sa création le 6 décembre 1976.
Le domaine a accueilli le tournage du film Papy fait de la résistance en 1983, afin de figurer l'extérieur de la maison des Bourdelle.
Le jardin, de 4 000 m2, est malgré un moment de fermeture en 2008, ouvert au public et entretenu par la ville de Paris.
L'hôtel fait l’objet d’un classement au titre des monuments historiques depuis le 4 mars 2005.

## Architecture

Logotype de l'hôtel Salomon de Rothschild (2021).

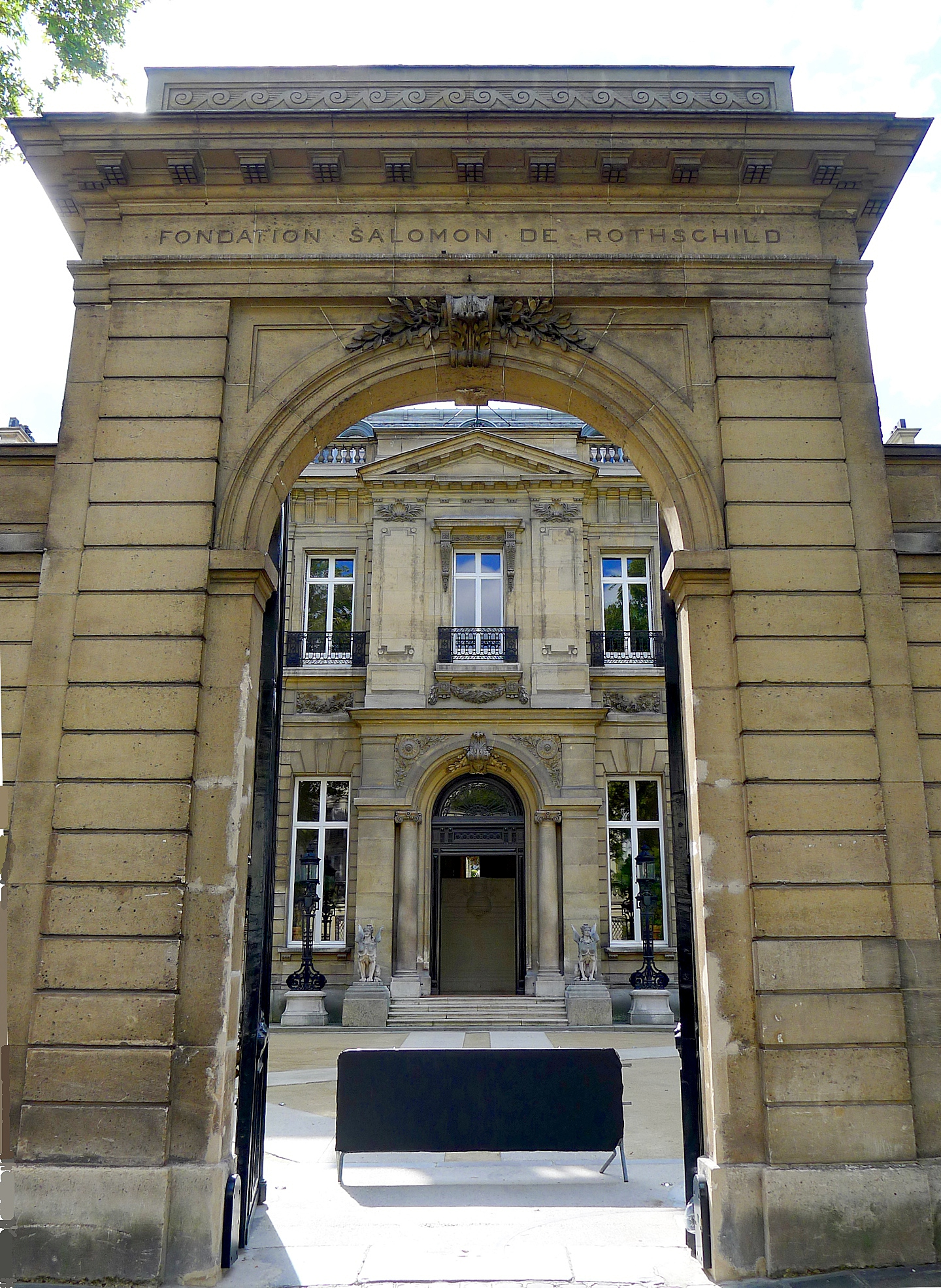
Entrée de l'hôtel particulier au no 11, rue Berryer.

L'hôtel est une construction néoclassique dans le goût de l'architecture de la fin du XVIIIe siècle. L'intérieur fut aménagé somptueusement pour accueillir les collections réunies du baron Salomon et de sa veuve : pièces de mobilier et objets d'art de la Renaissance au XVIIIe siècle, collections de porcelaines, d'art oriental, d'armes, de curiosités diverses.
L'hôtel reprend plusieurs des éléments architecturaux contenus dans d'autres résidences de la famille Rothschild, notamment la disposition du hall avec sa galerie en encorbellement, la cheminée monumentale de style Louis XIV que l'on retrouve au château de Ferrières. Un travail particulier a été effectué sur les éclairages zénithaux du hall, de la galerie qui conduit à la salle à manger et du jardin d'hiver, dont les proportions modestes sont amplifiées par un jeu astucieux de miroirs. Le peintre Léopold Moulignon, chargé de la décoration intérieure de l'hôtel, s'inspira de décors italiens (colombes, fontaines, rameaux de laurier, etc.) appliqués sur des fonds dorés qui donnent une impression de mosaïque.
De l'hôtel Salomon de Rothschild subsistent, outre les très beaux volumes d'accueil et l'escalier d'honneur, la galerie qui surplombe le hall, ornée de verdures d'Aubusson du XVIIIe siècle, un plafond (non visible actuellement) signé de Bocquet, peintre des Menus-Plaisirs, récupéré de la Folie Beaujon, les vestiges de la chapelle Saint-Nicolas, la rotonde Balzac qui conserve une paire de portes de la maison de Balzac et le cabinet de curiosités.
Ce cabinet que l'on retrouvait dans d'autres demeures Rothschild abrite ce qui reste des riches collections de l'hôtel dont une importante série de vitraux du Moyen Âge et de la Renaissance d'origine suisse et allemande, une collection de jades et d'objets d'art décoratif ou de curiosité extrême-orientaux, des pièces des XVIIe et XVIIIe siècles (mobilier, objets, tableaux) ainsi qu'une collection d'armes européennes et de diverses provenances (la plupart des autres objets provenant des collections du baron et de la baronne Salomon de Rothschild ont été transférés au Louvre ou au musée d'Écouen). La pièce est aménagée dans le goût et dans l'esprit de la fin du XIXe siècle (boiseries sombres, cuirs de Cordoue).